# David Ackland Tanner
David Ackland Tanner (født 17. november 1955) er en dansk-skotsk kemiker og professor i organisk kemi ved Institut for Kemi på Danmarks Tekniske Universitet fra 1995.
Han er født i Inverness, Skotland i 1955 og læste kemi på Edinburgh Universitet, hvor han blev bachelor i 1977 med Summa cum laude. Han fik en Ph.D. i 1981 på Göteborgs Universitet og var efterfølgende postdoc på University of Pennsylvania fra 1981-1983. Siden blev han ansat på Chalmers tekniska högskola, hvor han arbejde 1983-1988, hvorefter han blev ansat på Uppsala Universitet indtil 1995, hvor han blev professor på DTU.
Han arbejder især med organisk syntese og metalorganisk kemi. Han har været ekstern rådgiver for Nobelkomitéen to gange og var formand for sektionen for organisk kemi i Kemisk Forening fra 2003 til 2007.
Han sidder i bedømmelsesudvalget for scholarships fra Carlsbergs Mindelegat for Brygger J. C. Jacobsen.

## Publikationer
- Tanner, David Ackland ; Ascic, Erhad (2014) Intramolecular and Transannular Diels-Alder Reactions. (bidrag: s. 477-517) Elsevier Science. ISBN 978-0-12-409547-2